# Szef Sztabu Generalnego Sił Obronnych Izraela
Szef Sztabu Generalnego Sił Obronnych Izraela (hebr. ראש המטה הכללי, Rosz Ha-Mate Ha-Klali; nazywany w skrócie Rematkal, רמטכ"ל) − najwyższy szczebel dowodzenia w Siłach Obronnych Izraela.

## Status prawny

Stopień generał porucznik w izraelskiej armii

Status prawny Szefa Sztabu Generalnego Sił Obronnych Izraela określa jedna z ustaw zasadniczych dotycząca armii z 1976:
- Szef Sztabu Generalnego jest najwyższym szczeblem dowodzenia Sił Obronnych Izraela (formalnie uznawany za głównodowodzącego). Szef sztabu jest jedynym aktywnym w Izraelu oficerem w randze generała-porucznika (raw alluf). Szef Sztabu Generalnego ma symbol wojskowy oraz banderę Sztabu Generalnego.
- Szef Sztabu Generalnego podlega bezpośrednio Ministrowi Obrony, którym jest zawsze cywil, choć często emerytowany oficer.
- Szef Sztabu Generalnego musi każdorazowo uzyskać akceptację Ministra Obrony i rządu Izraela na przeprowadzenie operacji wojskowej. W normalnych warunkach zajmuje się tym głównie Rada Bezpieczeństwa Narodowego i to na niej spoczywa główna odpowiedzialność[1].

Każdy Szef Sztabu Generalnego otrzymuje stopień raw alluf, jako jedyny wojskowy służby czynnej.
Szef sztabu jest formalnie mianowany raz na trzy lata, z możliwością przedłużenia okresu do czterech lub pięciu lat. Od 2023 funkcję tę pełni generał Herci Halewi.

## Znaczenie stanowiska
Siły Obronne Izraela cieszą się dużym szacunkiem w izraelskim społeczeństwie, dlatego pozycja szefa sztabu generalnego jest bardzo szanowana. Byli szefowie sztabu często zajmowali eksponowane stanowiska w życiu politycznym państwa. Dwóch szefów sztabu (Icchak Rabin i Ehud Barak) zostało premierami, czterech wicepremierami (Refa’el Etan, Mosze Ja’alon, Jigael Jadin, Sza’ul Mofaz), a kolejnych czterech – ministrami (Chajjim Bar-Lew, Mosze Dajan, Mordechaj Gur, Amnon Lipkin-Szachak. Wszyscy oni, a także trzech innych (Cewi Cur, Gabi Aszkenazi i Beni Ganc) zasiadali w Knesecie.

## Szefowie Sztabu Generalnego
| Imię i nazwisko      | Początek kadencji | Koniec kadencji  | Okres trwania (miesiące) | Najważniejsze wydarzenia                                           |
| -------------------- | ----------------- | ---------------- | ------------------------ | ------------------------------------------------------------------ |
| Ja’akow Dori         | 16 czerwca 1947   | 9 listopada 1949 | 29                       | wojna o niepodległość                                              |
| Jigael Jadin         | 9 listopada 1949  | 7 grudnia 1952   | 37                       | –                                                                  |
| Mordechaj Maklef     | 7 grudnia 1952    | 6 grudnia 1953   | 12                       | ataki fedainów, Jednostka 101                                      |
| Mosze Dajan          | 6 grudnia 1953    | 29 stycznia 1958 | 49                       | operacje odwetowe przeciw fedainom, kryzys sueski                  |
| Chajjim Laskow       | 29 stycznia 1958  | 1 stycznia 1961  | 36                       | –                                                                  |
| Cewi Cur             | 1 stycznia 1961   | 1 stycznia 1964  | 36                       | –                                                                  |
| Icchak Rabin         | 1 stycznia 1964   | 1 stycznia 1968  | 48                       | wojna sześciodniowa                                                |
| Chajjim Bar-Lew      | 1 stycznia 1968   | 1 stycznia 1972  | 48                       | wojna na wyczerpanie                                               |
| Dawid Elazar         | 1 stycznia 1972   | 3 kwietnia 1974  | 27                       | wojna Jom Kipur                                                    |
| Mordechaj Gur        | 15 kwietnia 1974  | 16 kwietnia 1978 | 48                       | operacja Entebbe, wojna domowa w Libanie                           |
| Refa’el Etan         | 16 kwietnia 1978  | 19 kwietnia 1983 | 60                       | wojna libańska                                                     |
| Mosze Lewi           | 19 kwietnia 1983  | 19 kwietnia 1987 | 48                       | wojna libańska                                                     |
| Dan Szomron          | 19 kwietnia 1987  | 1 kwietnia 1991  | 48                       | pierwsza intifada                                                  |
| Ehud Barak           | 1 kwietnia 1991   | 1 stycznia 1995  | 45                       | operacja „Odpowiedzialność” w Libanie                              |
| Amnon Lipkin-Szachak | 1 stycznia 1995   | 9 lipca 1998     | 42                       | operacja Grona Gniewu w Libanie                                    |
| Sza’ul Mofaz         | 9 lipca 1998      | 9 lipca 2002     | 48                       | intifada Al-Aksa, operacja Ochronna Tarcza, wycofanie się z Libanu |
| Mosze Ja’alon        | 9 lipca 2002      | 1 czerwca 2005   | 35                       | intifada Al-Aksa, operacja Ochronna Tarcza                         |
| Dan Chaluc           | 1 czerwca 2005    | 14 lutego 2007   | 20                       | II wojna libańska, konflikt w Strefie Gazy                         |
| Gabi Aszkenazi       | 14 lutego 2007    | 14 lutego 2011   | 48                       | operacja Płynny Ołów                                               |
| Beni Ganc            | 14 lutego 2011    | 16 lutego 2015   | 48                       | operacja „Ochronny Brzeg”                                          |
| Gadi Eizenkot        | 16 lutego 2015    | 15 stycznia 2019 | 47                       |                                                                    |
| Awiw Kochawi         | 15 stycznia 2019  | 16 stycznia 2023 | 48                       | operacja Alot ha-Szachar                                           |
| Herci Halewi         | 16 stycznia 2023  | 5 marca 2025     |                          | wojna Izraela z Hamasem                                            |
| Ejal Zamir           | 5 marca 2025      |                  |                          | wojna Izraela z Hamasem                                            |